# Франшиза (оповідання)
«Франши́за» (англ. Franchise) — науково-фантастичне оповідання американського письменника Айзека Азімова. Вперше надруковане у 1955 році в часописі «If: Worlds of Science Fiction», входить до збірок «На Землі достатньо місця» (англ. Earth Is Room Enough, 1957), «Сни робота» (англ. Robot Dreams, 1986).

## Сюжет
В США запроваджують «електронну демократію», і кожен рік комп'ютер Мультивак, маючи на меті вибрати найбільш пересічну людину шляхом поступового звуження кола претендентів, визначає «виборця року», який зобов'язаний відповісти на сформульовані Мультиваком запитання. Відповіді виборця та його емоційна реакція на запитання будуть використані Мультиваком для обчислення оптимальних результатів. Такий спосіб дозволяє уникнути популізму при проведенні виборчих кампаній. Рішення Мультивака повідомляється рівно за дві доби до виборів, щоб виборець міг відновити свій душевний спокій перед відповідями на запитання. На цей період агенти секретної служби повністю ізолюють родину виборця від ЗМІ та суспільства.
2008 рік — важливий рік президентських виборів. Мультивак назначає виборцем продавця Нормана Міллера. Норман переживає за свій «вибір», оскільки промахи вибраних таким чином президентів завжди вішають на їхнього «виборця». З величезним страхом він відповідає на численні запитання Мультивака, запам'ятовуючи з них тільки одне: «Що ви думаєте про ціни на яйця?». Після завершення процедури Норман виходить із гордістю за те, що громадяни США за його допомогою «в черговий раз вільно і безперешкодно реалізували своє право голосу».